# Ильенко, Андрей Юрьевич
Андре́й Ю́рьевич Илье́нко (укр. Андрій Юрійович Іллєнко; род. 24 июня 1987, Киев) — украинский политический деятель, член политсовета и председатель киевской городской организации Всеукраинского объединения «Свобода». Депутат Верховной рады Украины VII и VIII созывов. С 2022 года — военнослужащий 4-й бригады оперативного назначения.

## Биография
Родился 24 июня 1987 года в Киеве в семье кинорежиссёра Юрия Ильенко и актрисы Людмилы Ефименко. Имеет старшего брата Филиппа. С 1994 по 2004 год учился в гимназии № 48 города Киева. В 2004 году поступил на философский факультет Киевского национального университета имени Тараса Шевченко (специальность — Политология), который окончил в 2009 году. С октября 2009 года является аспирантом кафедры политических наук Киевского национального университета имени Тараса Шевченко.

## Политическая деятельность
С весны 2004 года присоединился к Всеукраинскому объединению «Свобода» (формально стал членом партии в 2005 году, с наступлением совершеннолетия).
С 2006 по 2010 год занимал должность заместителя председателя Киевской городской организации ВО «Свобода».
На выборах в Киевский городской совет 2008 года был под № 5 в избирательном списке ВО «Свобода» (партия получила 2,08 %).
На выборах президента Украины 2010 года был доверенным лицом кандидата на пост президента Украины Олега Тягнибока по одному из избирательных округов города Киева. Во время президентских выборов 2010 как координатор общенациональной кампании против нелегальной миграции провел по всей Украине более 20 массовых уличных акций против нелегальной миграции. В некоторых городах Южной и Восточной Украины, эти акции были крупнейшими акциями украинских националистов за годы независимости.
На местных выборах 2010 года избран депутатом Киевского областного совета.
С 2 сентября 2010 года возглавляет Киевскую городскую организацию ВО «Свобода».
В 2012 году на парламентских выборах был избран депутатом Верховной Рады Украины 7-го созыва от города Киев.
В 2014 году участвовал в выборах Киевского городского головы от партии «Свобода», где получил 3,1 % и занял 6 место.
В рамках парламентских выборов в Верховную Раду был избран народным депутатом 8-созыва от мажоритарного округа № 215 в городе Киев, получив 39,55 %.
1 ноября 2018 года были введены российские санкции против 322 граждан Украины, включая Андрея Ильенко.
С 5 июля 2022 года Андрей Ильенко проходит службу в 4-й бригаде оперативного назначения Национальной Гвардии Украины. 7 октября 2022 года присвоено звание лейтенант приказом КНГУ №161.

## Идеологическая позиция
Выступает с позиций социал-национализма, выдвигает трактовки украинского национализма как революционной идеологии, которая должна утвердить  социальную и национальную справедливость в построении Украинского государства - гаранта духовного и материального благополучия и всестороннего развития каждого гражданина Украины. Считает и аргументировано доказал, что в центре идеологии украинского социал-национализма стоит не отдельный человек, не "пролетариат" и не отвлеченные "общечеловеческие ценности", а украинская нация, как вечное кровно-духовное сообщество.

## Фотогалерея

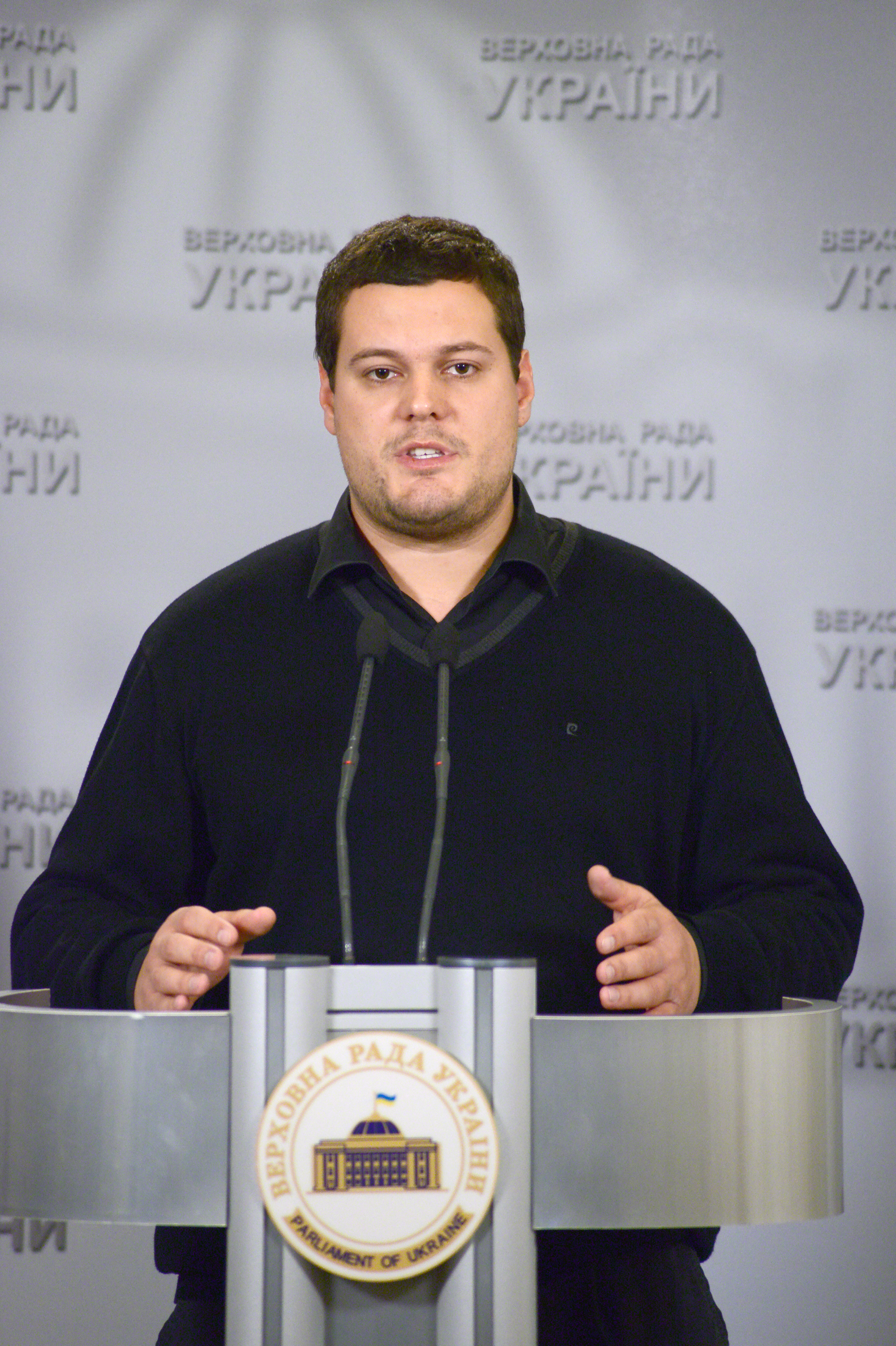
Ильенко во время пресс-конференции в 2015 году
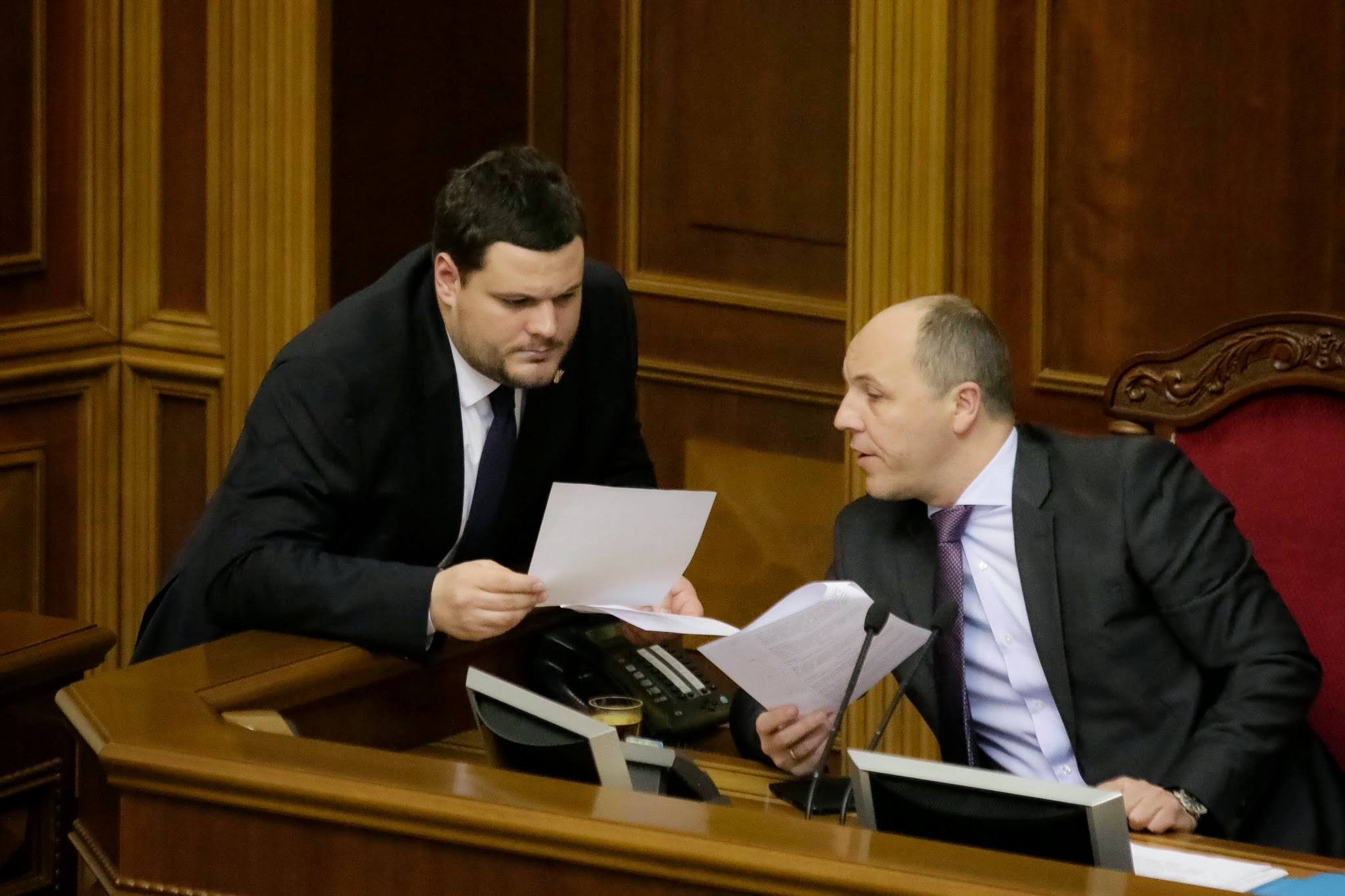
Ильенко и Андрей Парубий в Верховной Раде 15 марта 2015 года
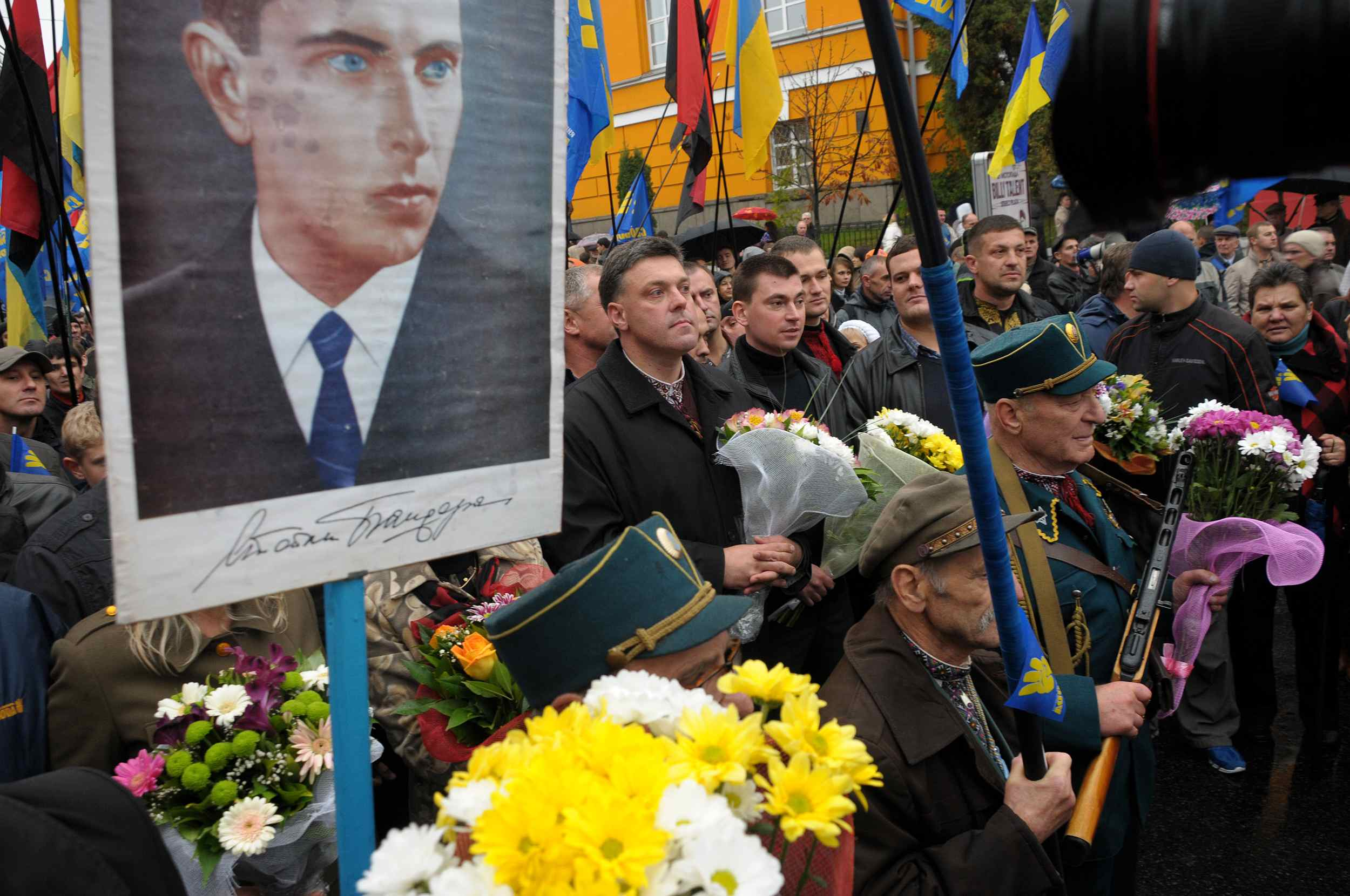
Ильенко, Олег Тягнибок и ветераны УПА. (Киев, 14 октября 2012 года)